# Susan Thorsgaard
Susan Thorsgaard (født 13. oktober 1988 i Aarhus) er en tidligere dansk håndboldspiller der spillede for det danske landshold som stregspiller. Hun har i sin karriere optrådt for Silkeborg-Voel KFUM, FCM Håndbold og Odense Håndbold.
Hun begyndte med at spille håndbold som 9-årig i Brabrand Idrætsforening. Susan Thorsgaard fik debut på det danske A-landshold den 13. november 2007. Få dage før Europamesterskaberne 2012 i Serbien havde hun i alt spillet 82 kampe og scoret 151 mål for nationalmandskabet. I 2013 var hun med til at vinde bronze medaljer ved VM i Serbien. Det var de første medaljer de danske kvinder havde vundet i ni år. Danmark slog Polen i bronzekampen 30-26.
Hun var med til at vinde det danske mesterskab tilbage i 2015, sammen med FC Midtjylland Håndbold, efter finalesejre over Team Esbjerg.